# المغرب الأقصى

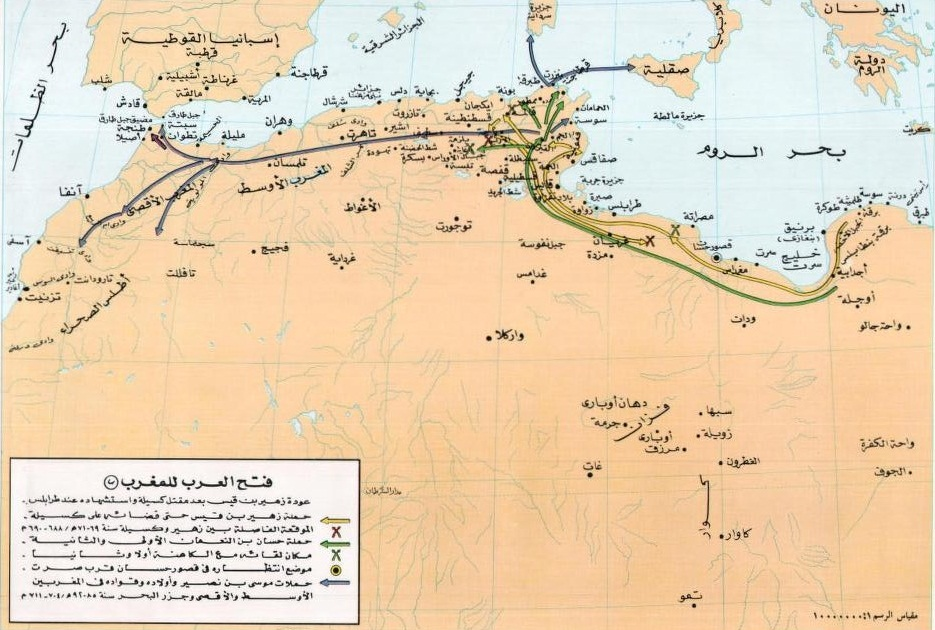
خارطة تُظهرُ المغرب الأقصى والأوسط والأدنى خلال حملات الأُمويين

المغرب الأقصى هو الاسم التاريخي الذي كان يستعمله المؤرخون العرب لمنطقة تواجد المغرب حاليا، والذي كان يمتد من وادي ملوية شرقا إلى المحيط الأطلسي غربا ومن البحر المتوسط شمالا إلى بلاد شنقيط جنوبا.

## تاريخ
كان المؤرخون العرب في القرون الوسطى يستعملون لفظ بلاد المغرب للدلالة على ثلاثة أقاليم تقع في المنطقة المغاربية: المغرب الأدنى (تونس الحالية)، المغرب الأوسط (الجزائر الحالية)، المغرب الأقصى (المملكة المغربية الحالية).